# Robert Kunze-Concewitz
Robert (Bob) Kunze-Concewitz (* 7. April 1967 in Istanbul, Türkei) ist ein österreichischer Manager und seit Mai 2007 Vorstandsvorsitzender der „Davide Campari-Milano S.p.A.“.

## Leben
Kunze-Concewitz, der fünf Sprachen fließend spricht und dessen Großvater seinerzeit in der Türkei den Vertrieb der Wermut-Marke „Cinzano“ leitete, machte seine Matura in Frankreich und studierte zunächst am „Hamilton-College“ in den USA, dann machte er seinen MBA an der „Manchester Business School“ in Großbritannien. Seine berufliche Laufbahn begann er im Marketing bei Procter & Gamble, wo er für die Parfüms zuständig war. Seit Oktober 2005 war er Marketing-Direktor bei der „Davide Campari-Milano S.p.A.“, seit Mai 2007 ist er dort Vorstandsvorsitzender.